# 성보문화재연구원
성보문화유산연구원은 불교문화유산의 효율적 보존관리 및 조사연구 활동을 통하여 전통불교문화의 전승발전에 기여함을 목적으로 1996년 1월 10일 설립허가된 대한민국 문화체육관광부 소관의 사단법인이다. 사무실은 서울특별시 마포구 마포대로 44 진도빌딩 908호 (우: 04174)에 있다.

## 주요 사업
- 유,무형문화유산의 조사 및 학술용역
- 문화유산 보존관리 및 보수 자문
- 연구지 및 조사자료집 발간
- 벽화 및 불화모사
- 기타 목적사업